# مارلين جيرسون
مارلين جيرسون (بالإنجليزية: Marlene Gerson)‏ هي لاعب كرة مضرب جنوب أفريقية، ولدت في يونيو 1940.